# Eponym
Thuật ngữ eponym dùng để chỉ tên của một người được dùng để đặt tên cho một sự vật, sự việc, hiện tượng, hoặc địa điểm hoặc được tin tưởng để đặt tên cho một sự vật, sự việc, hiện tượng hoặc địa điểm. Ví dụ, tên của nữ Vương Elizabeth I của Anh là một eponym của Thời kỳ Elizabeth, và eponym Henry Ford đề cập đến Công ty Ford Motor". Hiện nay, đặc biệt trong lĩnh vực công nghiệp ghi âm, thuật ngữ eponym có nghĩa là "được đặt tên theo sau nhân vật chính hoặc người tạo ra nó".

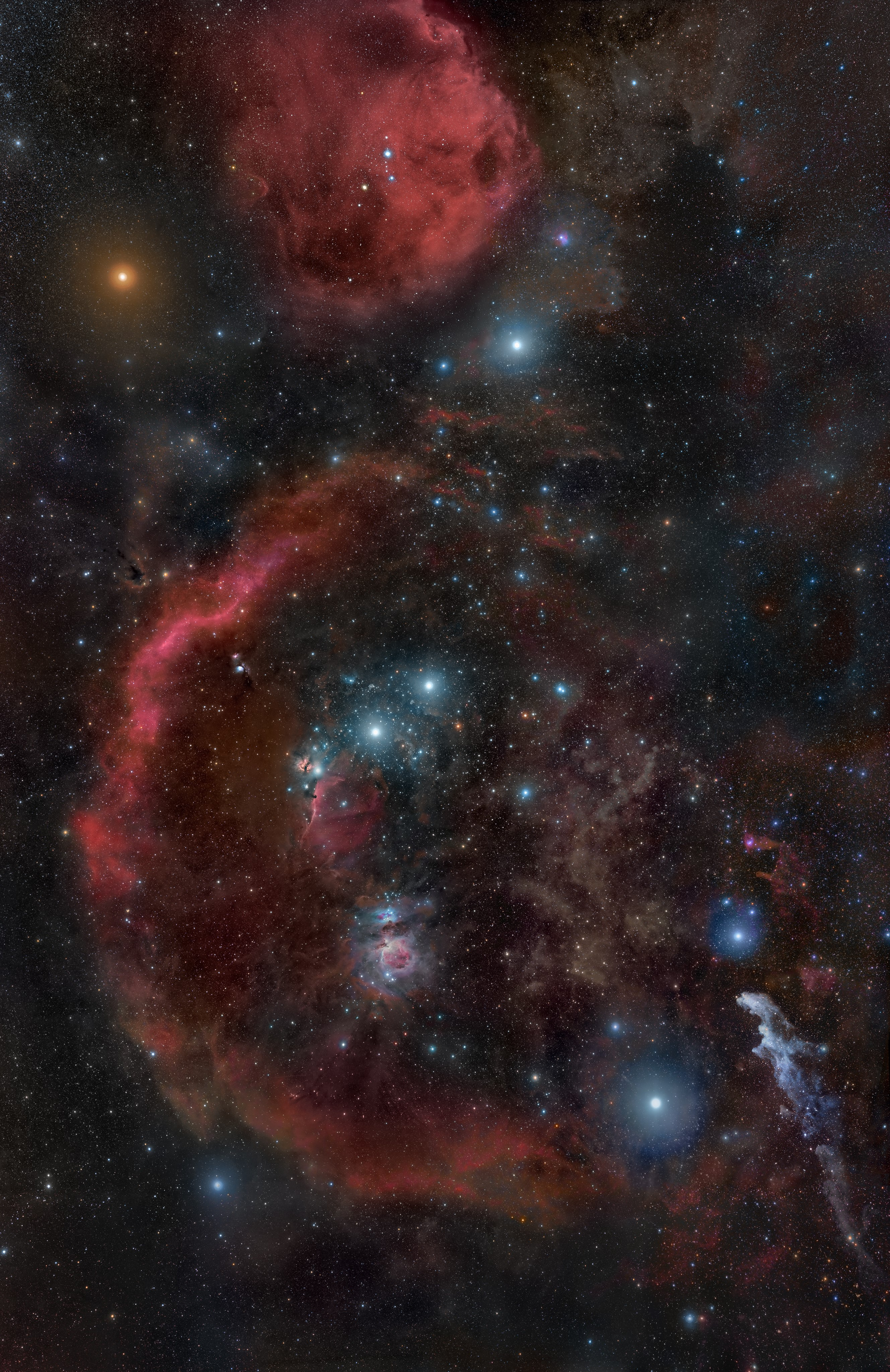
Anh hùng thần thoại Hy Lạp Orion là eponym của chòm sao Orion, và gián tiếp của Tàu Orion.

## Lịch sử
Giai đoạn được đặt tên theo sau người chủ chốt và có ảnh hưởng:
- Một trong những trường hợp eponym đầu tiên được diễn ra vào thiên niên kỷ thứ hai trước Công Nguyên, khi tên của người Assyria được dùng để đặt tên cho người đứng đầu (limmu).
- Trong Hy Lạp cổ đại, thuật ngữ eponymous archon là những người điều hành tối cao trong Athen cổ đại. Eponymous archon cũng được dùng để đặt tên cho một năm (năm 594 trước CN được đặt tên là Solon). Sau đó, các nhà lịch sử cung cấp một số trường hợp về việc sử dụng eponym, điển hình là giai đoạn thế kỷ thứ năm Athen là The Age of Pericles được đặt tên theo sau chính khách có tầm ảnh hưởng là Perikles.
- Trong thời kỳ Ai Cập thuộc Hy Lạp (Ptolemaic Kingdom), thời kỳ này được đặt tên theo tên của tín đồ đứng đầu là Cult of Alexander and the Ptolemies.
- Kinh Thánh Hebrew giải thích về nguồn gốc của con người thông qua cá nhân - những người đã gánh chịu tên của họ. Jacob được đặt tên lại là "Israel" (Gen 35:9) và tên con trai của ông (hoặc cháu trai) được dùng để đặt tên cho dân tộc Israel, trong khi dân tộc Edomites (Gen. 25:30), Moabites and Ammonites (Gen. 19:30-38), Canaanites (Gen. 9:20-27) và một số dân tộc khác (dân tộc Kenite được đặt tên theo sau Cain Gen. 4:1-16) được đặt tên theo sau tổ tiên của họ. Trong phần lớn trường hợp, kinh nghiệm và cư xử của tổ tiên nêu rõ tính cách của một người được đặt tên theo sau họ.
- Trong La Mã cổ đại, một trong hai cách trang trọng để chỉ một năm là lấy tên hai người điều hành hàng năm. Ví dụ, năm 59 trước CN được một tả là "năm của Marcus Calpurnius Bibulus và Gaius Julius Caesar". Dưới đế chế, người điều hành sẽ thay đổi thường xuyên trong hai tháng, nhưng chỉ có hai người điều hành đầu tiên mới được lấy tên.
- Trong thời kỳ sau Công Nguyên, quý tộc hoàng gia gọi thời kỳ này là năm của Vua. Tuy nhiên, Giáo hội Công giáo Rôma cuối cùng phải sử dụng thuật ngữ Anno Domini (AD) dựa trên ngày sinh của Chúa trên cả hai phương diện quần chúng và quý tộc. Tiêu chuẩn năm của Vua vẫn còn dùng để viết và báo cáo luật xuất bản trong một vài phần của Vương quốc Anh và một vài nước khá giả khác (Anh bãi bỏ điều này vào năm 1963).